# يويتشي سوجيتا
يويتشي سوجيتا (باليابانية: 杉田 祐一) (ولد: 18 سبتمبر 1988، سنداي - )؛ هو لاعب كرة مضرب ياباني، بدأ مسيرته كمحترف سنة 2006 يلعب باليد اليمنى ويحتل حاليًا المرتبة رقم. 36 (أكتوبر 09, 2017) في تصنيف رابطة محترفي كرة المضرب وهو أعلى تصنيف له في الفردي. حقق ثلاث ميداليات برونزية في دورة الألعاب الآسيوية سنة 2014.

## الميداليات
| الميدالية | المسابقة                   |
| --------- | -------------------------- |
| برونزية   | دورة الألعاب الآسيوية 2014 |
| برونزية   | دورة الألعاب الآسيوية 2014 |
| برونزية   | دورة الألعاب الآسيوية 2014 |

## وصلات خارجية
- الموقع الرسمي

## روابط خارجية
- يويتشي سوجيتا على موقع رابطة محترفي التنس (الإنجليزية)
- يويتشي سوجيتا على موقع الاتحاد الدولي لكرة المضرب (الإنجليزية)
- يويتشي سوجيتا على موقع كأس ديفيز (الإنجليزية)
- يويتشي سوجيتا على موقع خلاصة التنس.كوم (الإنجليزية)
- يويتشي سوجيتا على موقع أوليمبيديا (الإنجليزية)